# San Antonio (Santa Fe)
San Antonio es una localidad argentina ubicada en el departamento Castellanos de la provincia de Santa Fe. Se encuentra sobre la ruta provincial 70, 22 km al oeste de Rafaela y separada del pueblo de Castellanos por una calle; junto a esta última localidad forman el aglomerado denominado San Antonio - Castellanos.

## Historia
Existen discrepancia respecto a la fecha de fundación, situándose entre 1892 y 1893, por lo que se toma como fecha de fundación el año 1894 en que se aprobó el trazado; la fundación respondió al deseo de Eduardo Saguier de fundar una colonia, para lo cual designó como administrador a Juan Beapuy. En 1903 se creó la comuna. Se estima que el nombre se debe a la devoción del fundador por San Antonio de Padua. Es una zona de producción lechera. En 2003 se inauguró la red de agua potable. Cuenta con una institución deportiva.

## Población
Cuenta con 412 habitantes (Indec, 2010), lo que representa un incremento frente a los 409 habitantes (Indec, 2001) del censo anterior. Junto a Castellanos forma un aglomerado urbano denominado San Antonio - Castellanos, cuya población total es de 752 habitantes (Indec, 2010).
| Gráfica de evolución demográfica de San Antonio entre 1991 y 2010 |
|                                                                   |
| Fuente: Censos nacionales del INDEC                               |